# کاچکارینسکی
کاچکارینسکی (به لاتین: Kachkarinsky) یک منطقهٔ مسکونی در روسیه است که در استان آستراخان واقع شده‌است.